# Загальні вибори в Тувалу 2019
Загальні вибори в Тувалу відбулися 9 вересня 2019 року. У виборах брали участь 37 кандидатів, двоє з яких жінки: Валісі Алімау, вона обиралася в окрузі Нукуфетау, і Пуакена Борехам, яка балатувалася від округу Нуї.
19 вересня 2019 року Каузея Натано був обраний на посаду прем'єр-міністра Тувалу парламентською більшістю, що складається з 10 депутатів. Змінивший Енеле Сопоагу, який обіймала цю посаду останні шість років і прагнув переобрання на новий термін. Самуелу Тео обраний спікером парламенту Тувалу. 

## Виборча система
15 депутатів Парламенту обираються у восьми виборчих округах, використовуючи систему відносної більшості.
Сім островів — є двомісними округами, а Нукулаелае — одномандатний округ. Оскільки формальних політичних партій немає, всі кандидати балотуються як незалежні.

## Результати
У електораті Нукуфетау прем'єр-міністр Енеле Сопоага пройшов до парламенту, однак Сатіні Мануелла, Таукеліна Фінікаса і Маатія Тофа, які були міністрами, не пройшли за результатами виборів. Також було обрано сім нових членів парламенту.
Кандидати, які залишились в парламенті, відзначаються *
Кандидатури жирним шрифтом новообрані члени парламенту.
| Партія       | Лідер             | Голосів | %    |
| ------------ | ----------------- | ------- | ---- |
| Безпартійний | Каузея Натан*     | 355     | 27.2 |
| Безпартійний | Саймон Кофе*      | 374     | 28.6 |
| Безпартійний | Туафафа Латасі    | 349     | 26.7 |
| Безпартійний | Солосені Пенітусі | 158     | 12   |
| Безпартійний | Лука Паніу        | 70      | 5.3  |

| Партія       | Лідер                | Голосів | %    |
| ------------ | -------------------- | ------- | ---- |
| Безпартійний | Монісе Лаафай*       | 366     | 36.2 |
| Безпартійний | Отініелу Таусі*      | 284     | 28   |
| Безпартійний | Мінуте Алапаті Таупо | 361     | 35.7 |

| Партія       | Лідер                 | Голосів | %    |
| ------------ | --------------------- | ------- | ---- |
| Безпартійний | Маатія Тоафа*         | 219     | 13.6 |
| Безпартійний | Сатіні Мануелла*      | 198     | 12.3 |
| Безпартійний | Ampelosa Manoa Tehulu | 603     | 37.4 |
| Безпартійний | Тімі Мелей            | 327     | 20.3 |
| Безпартійний | Тіпелу Кауані         | 266     | 16.5 |

| Партія       | Лідер                  | Голосів | %    |
| ------------ | ---------------------- | ------- | ---- |
| Безпартійний | Самуелу Тео*           | 241     | 18   |
| Безпартійний | Tavau Teii             | 119     | 8.9  |
| Безпартійний | Іопу Юпасі Кайсала     | 161     | 12   |
| Безпартійний | Ітаія Лаусавеве        | 155     | 11.6 |
| Безпартійний | Катепу Лаої            | 235     | 17.5 |
| Безпартійний | Полікапо Пілома Теокай | 231     | 17.2 |
| Безпартійний | Тефіті Телаака Малау   | 198     | 14.8 |

| Партія       | Лідер          | Голосів | %    |
| ------------ | -------------- | ------- | ---- |
| Безпартійний | Енеле Сопоага* | 491     | 35.8 |
| Безпартійний | Елісала Піта*  | 273     | 19.9 |
| Безпартійний | Валісі Алімау  | 285     | 20.8 |
| Безпартійний | Фатога Талама  | 323     | 23.5 |

| Партія       | Лідер             | Голосів | %    |
| ------------ | ----------------- | ------- | ---- |
| Безпартійний | Бікенібеу Паеніу  | 99      | 17.1 |
| Безпартійний | Лууні Тінілау     | 96      | 16.7 |
| Безпартійний | Namoliki S Neemia | 182     | 31.6 |
| Безпартійний | Сіве Паеніу       | 199     | 34.5 |

| Партія       | Лідер               | Голосів | %    |
| ------------ | ------------------- | ------- | ---- |
| Безпартійний | Таукеліна Фінікаса* | 425     | 22.5 |
| Безпартійний | Ісая Вайпуна Таапе* | 494     | 26.2 |
| Безпартійний | Нілуе Ісаке*        | 642     | 34   |
| Безпартійний | Сем Панапа          | 323     | 17.1 |